# Adagio (Sweetbox)
Adagio è il quarto album in studio del gruppo musicale statunitense Sweetbox, pubblicato nel 2004.
Si tratta del terzo disco realizzato con Jade Villalon alla voce.

## Tracce
Edizione standard
1. Liberty – 3:22
2. Life Is Cool – 2:48
3. Somewhere – 2:53
4. Hate Without Frontiers – 2:23
5. Far Away – 3:13
6. Testimony – 3:41
7. I'll Be There – 3:16
8. Lacrimosa – 3:00
9. Sorry – 3:24
10. I Don't Wanna Be – 3:24
11. Chyna Girl – 3:14
12. Everybody – 3:08